# Immediate Response 2008
Immediate Response 2008 (с англ. — «Мгновенный ответ») — совместные учения вооружённых сил Грузии и США, проводившиеся 15-31 июля 2008 года в Вазиани. Также на учениях присутствовали представители ВС Азербайджана, Армении и Украины.
В учениях принимали участие 1650 военнослужащих, в том числе:
- около 1000 военнослужащих США[1]: 300 человек из состава 1-го батальона 121-го пехотного полка 48-й бригады Национальной гвардии Джорджии и около 700 военнослужащих Африканского командования, 3-го батальона 48-го полка КМП и резерва Армии США[2].
- около 600 военнослужащих Грузии[1]: военнослужащие 4-й пехотной бригады[3].
- 10 военнослужащих Украины[1]
- 10 военнослужащих Азербайджана[1]
- 10 военнослужащих Армении[1]

Стоимость учений составляла 8 млн долларов, и их проведение было оплачено министерством обороны США.
Учения проходили в два этапа: командно-штабные учения на уровне сухопутных бригад и полевые манёвры.
Это были последние крупномасштабные учения ВС Грузии перед войной в Грузии. В начале августа 4-я бригада была переброшена из Вазиани в Гори, а в ночь на 8 августа её силами была предпринята попытка штурма Цхинвали.